# Bayan, Kazakstan
Bayan är en saltsjö i Kazakstan.   Den ligger i oblystet Nordkazakstan, i den norra delen av landet, 300 km nordväst om huvudstaden Astana. Arean är 11,3 kvadratkilometer.